# ボーステック
ボーステック株式会社（Bothtec, Inc.）は、かつて存在した携帯電話用アプリケーションの開発・企画会社。以前はPC用アプリケーションソフトの開発・販売も行っていた。
設立は1997年8月、本社所在地は東京都港区。前身となっていた旧法人(1984年設立)は1990年にクエストに合併され、1997年に同社から分離される。
2004年3月3日に分社として設立されたD4エンタープライズへ「プロジェクトEGG」を事業譲渡し共同運営。2005年3月にビービーエムエフ（後のビーグリー）と資本提携を行う。
2006年10月よりD4エンタープライズにゲームコンテンツの知的財産権が引き継がれ、2009年5月1日にビービーエムエフ（現:ビーグリー）に吸収合併され解散した。

## 製品(旧法人での製品も含む)
- PC用アプリケーションソフト
  - ハイパー家計簿
  - ハイパー住所録
  - ハイパー出納簿 など
- 携帯電話用アプリケーション
  - ムーミン谷の仲間たち
  - アルプスの少女ハイジ
  - ハイドライド
  - ゲーム詩メロ
  - トランプ・パラダイス
- ゲーム・サービス
  - THE KING OF CHICAGO ザ・キング・オブ・シカゴ　The King of Chicagoの日本語版
  - トップルジップ
  - 銀河英雄伝説シリーズ（2005年に版権契約解除）
  - PALADIN（後に漫画家となる赤松健が学生時代に制作）
  - レリクスシリーズ
  - コルム大陸英雄記
  - ストーンエイジ（ガイアックスへ事業譲渡）
  - プロジェクトEGG（D4エンタープライズとして分社化）
  - めぞん一刻 〜想いでのフォトグラフ〜（ファミコン用のみ）
  - ホテルウォーズ
  - 妖怪探偵ちまちま
  - EGGY
  - クリスタルプリズン
  - ザ・スキーム

BGM担当に、日本ファルコムを退社しフリーとなっていた古代祐三を起用。